# Mary Hunt Affleck
Mary Hunt Affleck (ur. 1847, zm. 1932) – amerykańska poetka tworząca w drugiej połowie XIX wieku. Urodziła się w Danville w stanie Kentucky jako córka Jamesa Andersona i Anny Adair Huntów. Pobierała nauki w Harrodsburg Female College w Harrodsburgu. W roku 1874 przeprowadziła się do Teksasu. W 1876 roku poślubiła Isaaca Dunbara Afflecka i miała z nim trójkę dzieci. Był gorącą patriotką amerykańskiego Południa i Konfederacji. W swojej twórczości opiewała piękno przyrody i pracę na roli. Wiersze ogłaszała w czasopismach. Zmarła w Galveston w stanie Teksas.